# 新宫站 (北京市)
新宫站是一个位于中华人民共和国北京市丰台区南苑街道槐房西路与新宫商业二街交叉口，属于北京地铁大兴线与19号线的地铁换乘站。4号线与大兴线贯通运营，部分列车（小交路）在新宫站折返。
该站所在的新宫村是南苑四大行宫之一的“新衙门行宫”的所在地。

## 车站结构

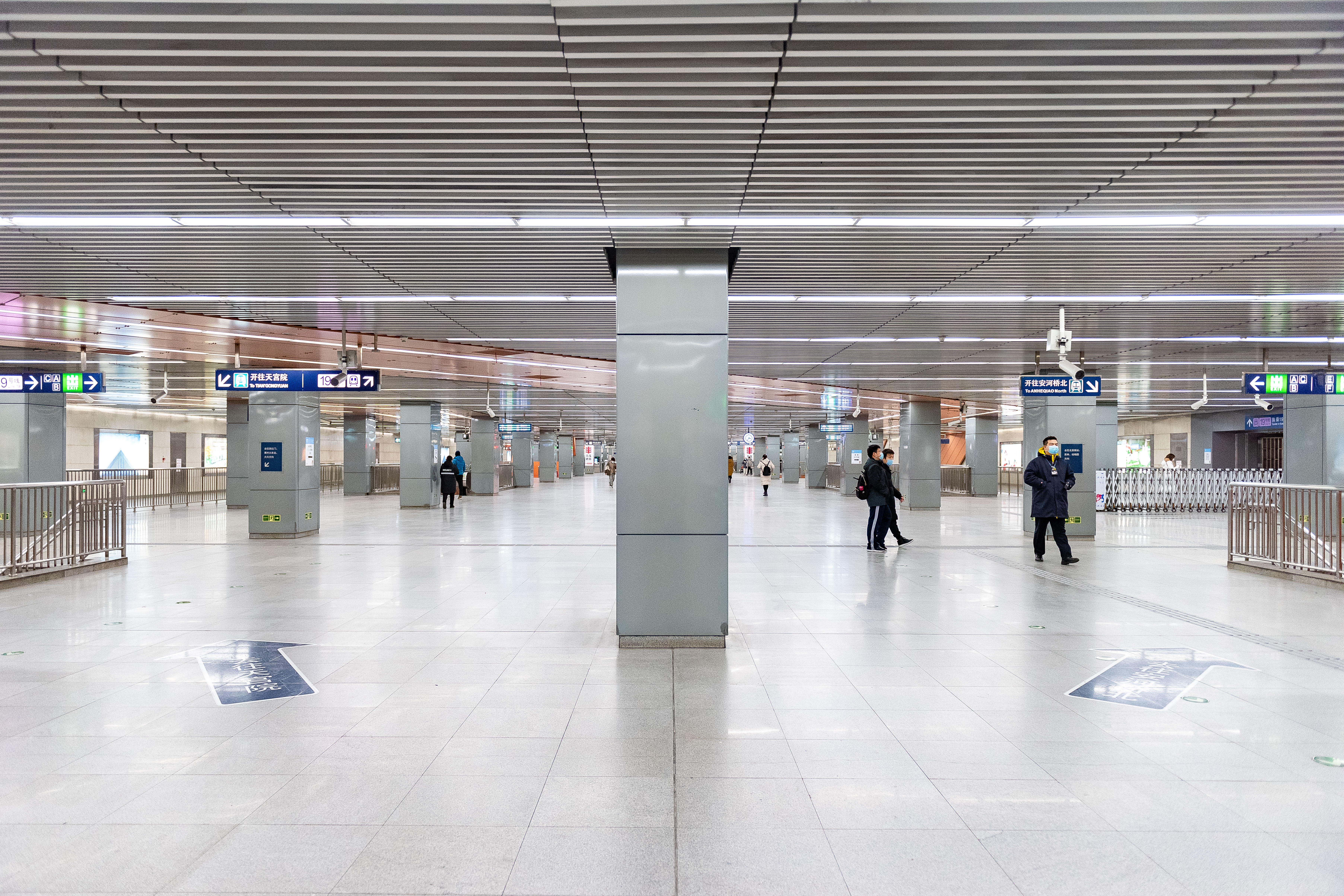
大兴线站厅（2022年1月摄）
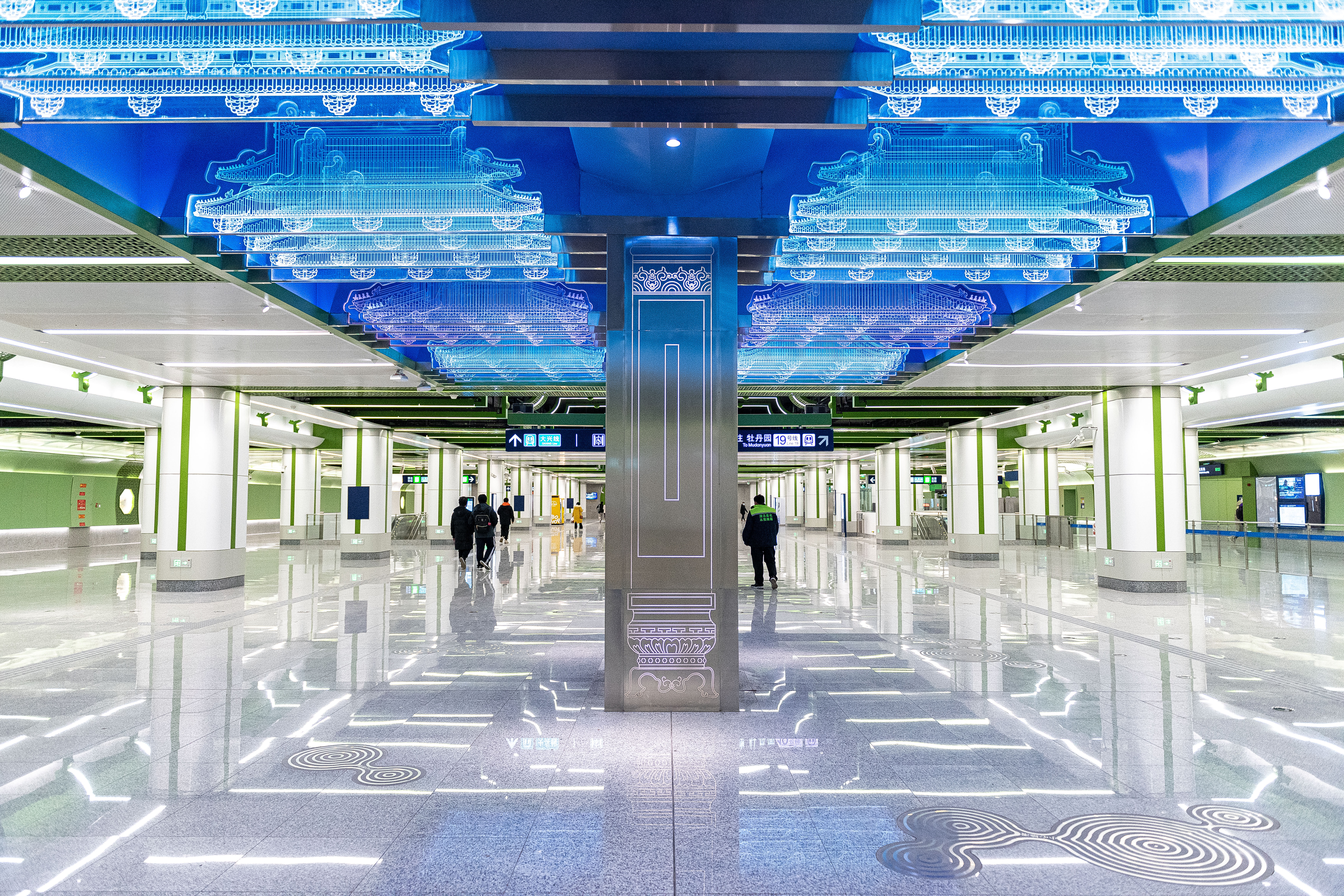
19号线站厅（2022年1月摄）

大兴线新宫站设计为双岛式站台，根据设计，若未来大兴线分拆独立延长，则将成为两线换乘站。目前外侧两条轨道用于全程车停靠，内侧两条轨道用于区间车停靠。19号线新宫站为五柱六跨双岛车站，站内装修采用“新宫新景”的设计主题，以白色为主色调，绿色为装饰色，站厅天花板设有公共艺术作品《云景宫阙》。19号线在本站西侧下穿既有大兴线，站台仅使用内侧两条股道。19号线东端设有折返线供列车折返，并预留向东南延伸条件。

### 楼层
|                                |  | █ 大兴线往安河桥北（4号线）（公益西桥） |
| 島式 · ↑開左邊车门 ↓開右邊车门 |  |                                         |
|                                |  | █ 大兴线往安河桥北（4号线）（公益西桥） |
|                                |  | █ 大兴线落客                            |
| 島式 · ↑開右邊车门 ↓開左邊车门 |  |                                         |
|                                |  | █ 大兴线往天宫院（西红门）              |

|                   |  | 19号线预留月台             |
| 島式 · 開右邊车门 |  |                            |
|                   |  | █ 19号线往牡丹园（新发地） |
|                   |  | █ 19号线落客               |
| 島式 · 開右邊车门 |  |                            |
|                   |  | 19号线预留月台             |

## 出入口
新宫站目前已开通7个出入口：其中D口于2024年9月30日开通。另有位于任家庄路东侧的J口已建成，但未启用。B口和E口设有垂直电梯。
|                       |                  |                                    |      |            |
|                       |                  |                                    |      |            |
| 编号                  | 指示             | 建议前往的目的地                   | 照片 | 无障碍设施 |
| 连通 大兴线站厅       |                  |                                    |      |            |
| 出口 · A              | 槐房西路（西侧） | 新宫文化广场、新宫村社区卫生服务站 |      | 不適用     |
| 出口 · B · 升降机标志 | 槐房西路（东侧） | 北京槐房万达广场                   |      |            |
| 出口 · C              | 槐房西路         |                                    |      | 不適用     |
| 出口 · D              | 新宫商业二街     | 丰台大悦春风里                     |      | 不適用     |
| 连通 19号线站厅       |                  |                                    |      |            |
| 出口 · E · 升降机标志 |                  | 北京槐房万达广场                   |      |            |
| 出口 · F              | 南苑西路（南侧） | 北京龙门醋业有限公司               |      | 不適用     |
| 出口 · G              |                  | 北京槐房万达广场                   |      | 不適用     |
| （未开通）            | 任家庄路（东侧） |                                    |      | 不適用     |
| 註： 設有             |                  |                                    |      |            |

## 历史

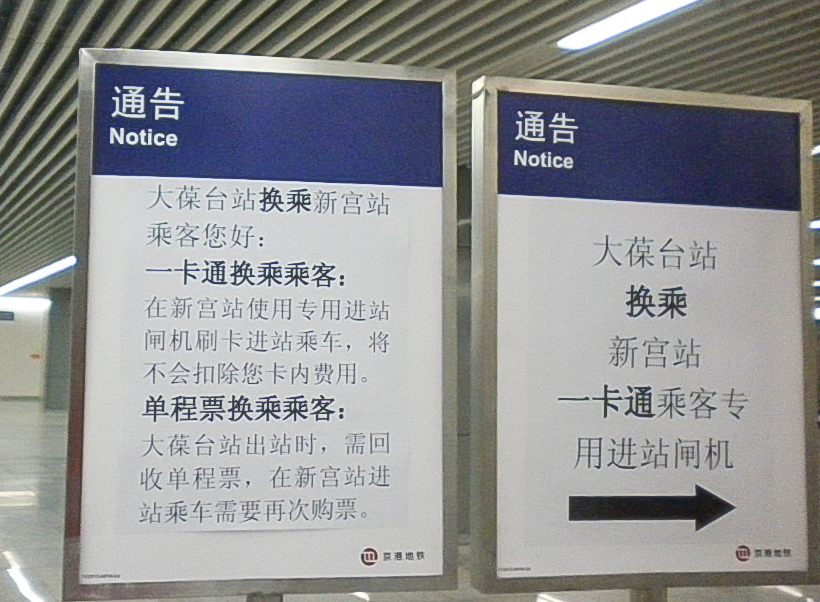
新宫站内针对虚拟换乘使用者张贴的告示（2011年2月摄）

本站在大兴线规划建设初期曾称南苑西站，且最初规划为高架站，开工前改为地下站。
2010年12月30日，本站随地铁大兴线开通运营，同时由于北京地铁房山线初期脱网运行（北端终点为大葆台站），新宫站是与房山线虚拟换乘的临1路换乘站，直至2012年12月30日临1路停运。
2021年12月31日，19号线新宫站开通运营，新宫站也成为大兴线自身第一座换乘站。
2023年3月2日，大兴线新宫站增建D出入口项目开工。大兴线新宫站D出入口及其与丰台大悦春风里商业接驳口最终于2024年9月30日开通。